# Indígenas e as invasões holandesas no Brasil
Os indígenas e as invasões holandesas no Brasil relata a presença dos holandeses e a relação com os indígenas na época do Brasil Colônia, que em busca de privilégios eram aliados ou aos portugueses ou aos holandeses. O papel dos indígenas no maior conflito político-militar da história da colonização, que é pouco explorado. Responsáveis por grandes acordos com líderes religiosos (jesuítas e protestantes), diplomacia entre os países conflitantes envolvidos e, conhecimento invejável do território a ser conquistado ou a ser mantido por europeus (holandeses, portugueses e, espanhóis), não se pode negar que suas ações foram decisivas no processo de ocupação e suas posteriores consequências.
Ainda que, inicialmente, sem ocupação, a presença holandesa no Brasil se iniciou no século XVI, motivada por interesses do monopólio das rotas de comércio e o açúcar, também conhecido como “ouro branco”. Os Países Baixos, geralmente referidos como Holanda, desenvolveram-se através da atividade comercial que seus cidadãos mantinham com reinos maiores e mais influentes, sobretudo com os impérios Espanhol e Português, através do comércio – por vezes ilegal – de produtos do novo mundo.
Os indígenas tiveram um papel fundamental neste período. Suas posições não eram neutras, havendo povos que defendiam os territórios portugueses assim como aqueles que estavam alinhados aos holandeses e suas tomadas de partido eram, geralmente, em função de negociações que buscavam a garantia de direitos e privilégios para essas populações nativas.
A importância dos indígenas era ampla, pois como povos nativos possuíam um vasto conhecimento da região o que facilitava no desenrolar dos confrontos, além de fornecerem um contingente militar poderoso e servirem de mediadores políticos para a celebração de alianças com outros povos. Portanto, sua participação efetiva no período denota o quanto as relações com os portugueses e entre as diversas etnias indígenas eram complexas. Os indígenas não eram submissos aos portugueses como geralmente é retratado e tampouco tinham o sentimento de pertencerem todos os grupos a uma grande categoria étnica comum a todos os povos indígenas. Cada grupo defendia seus próprios interesses e viam as alianças, tanto com portugueses quanto com os holandeses, como forma de terem esses mesmos interesses atendidos.

## História

### Antecedentes
Os países baixos eram subordinados à Espanha até o final do século XVI. Em 1568, os países baixos se tornam independentes e é fundada a República das Sete Províncias Unidas dos Países Baixos. A Coroa espanhola retalia esta iniciativa por meio de embargos comerciais às Sete Províncias, dificultando a atividade de seus mercadores por toda a América Espanhola, local que devido a colonização era bastante lucrativo e permitia o desenvolvimento do comércio. Com a União Ibérica (1580-1640) de Filipe II, estes embargos se estenderam ao comércio no Império Português, e o nordeste brasileiro com toda sua diversidade e resistência entra em jogo.

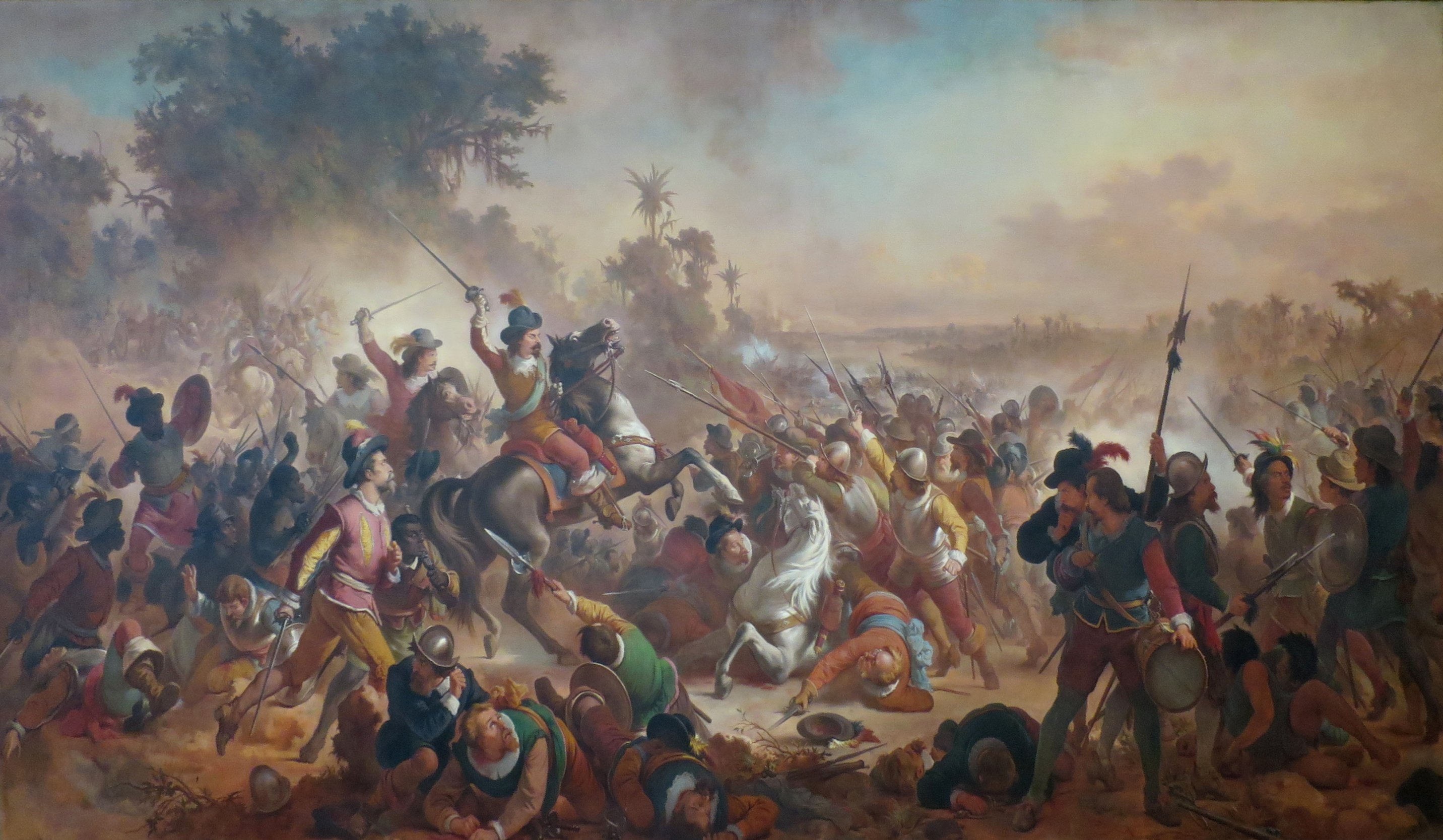
A Batalha dos Guararapes, óleo sobre tela por Victor Meirelles de Lima

A partir disso, a atuação holandesa na América passa a ter um caráter militar. Estão em pauta não só os produtos da colônia e a chance de converter almas ao protestantismo, como também enfraquecer frontalmente os espanhóis pela conquista da região.  A Companhia Holandesa das Índias Ocidentais, criada em 1621, é quem promove as incursões na América espanhola, Brasil e também na África Ocidental.

### Os indígenas aliados aos portugueses
Os estudos desse processo de alinhamento entre indígenas e portugueses pressupõem, muitas vezes, a valentia do povo em expulsar os invasores holandeses do Nordeste, quase como se isso tivesse estimulado um ideal nacionalista nos que viviam em terras colonizadas, desconsiderando o caráter específico e interesses de cada grupo em envolver-se em ações de resistência. Apesar disso, o papel dos indígenas nesses conflitos é ocultado ou tratado de forma secundária, seja por uma motivação política ou étnico-cultural. Fato é que os indígenas tiveram um papel político e militar importante durante este período, tanto a favor dos portugueses quanto dos holandeses. 

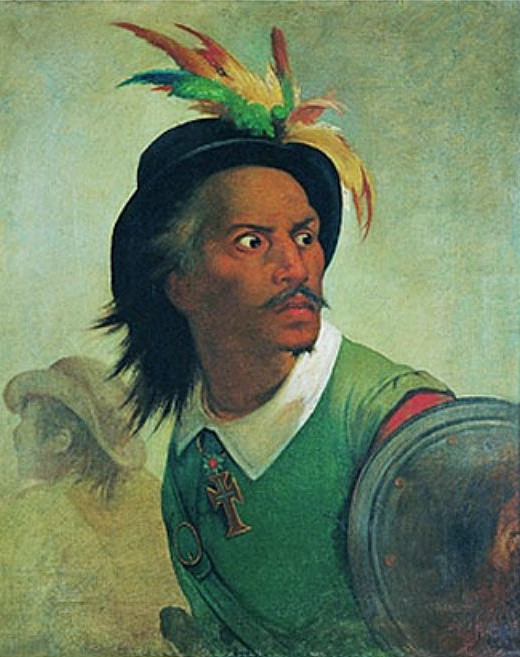
Estudo para a tela “Batalha dos Guararapes”: Felipe Camarão de Victor Meirelles de Lima

#### Dom Antônio Filipe Camarão
Foi importante expoente dessa aliança luso-indígena que, por lutar ao lado dos lusitanos recebeu, ainda nas guerras de resistência, o título de Dom e o Hábito  da Ordem de Cristo, ou seja, passou a ser reconhecido pelo direito de ser súdito do rei, cristão e fidalgo. A cooperação de Camarão para a resistência aos holandeses é vista nas cartas trocadas entre ele e Pedro Poti. Nelas, o indígena declara acreditar que são os portugueses a verdadeira ponte para a salvação, por não serem enganadores como os holandeses, e que com a bênção de Deus, os invasores não seriam capazes de resistir na terra por muito mais tempo.

#### Insurreição Pernambucana
Levante contra os holandeses e grupos indígenas que apoiavam a invasão, caracterizando-se assim como inimigos, se iniciou em 1645 sob as lideranças de Camarão e Henrique Dias, somados à outras lideranças luso-pernambucanas e aldeias aliadas. A resistência teve como consequência uma série de desdobramentos que seriam de grande contribuição para a expulsão definitiva dos holandeses em 1654. Além de Filipe Camarão, outros chefes indígenas potiguares como Dom Diogo Pinheiro Camarão, Dom João Antônio Camarão, Dom Sebastião Pinheiro Camarão e Antônio Domingos Arco Verde Camarão atuaram como sargentos-mores, capitães ou governadores dos indígenas de Pernambuco entre 1635 e 1732. Estes receberam hábitos de Ordens Militares por seus valentes serviços militares.

### Os indígenas aliados aos holandeses

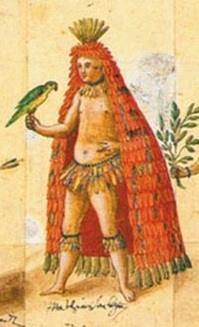
indígena com manto tupinambá. Segundo pesquisadores, os exemplares que estão na Dinamarca, na França, na Itália, na Bélgica, na Alemanha e na Suíça saíram do Brasil como consequência da invasão holandesa no Nordeste.

Apesar de mais hegemônica devido ao maior tempo de contato com os nativos, a convivência entre portugueses e indígenas não foi pacífica em muitas regiões da colônia durante o século XVI, o que deu margem para o interesse em estabelecer aliança com os holandeses. As tensões entre os indígenas e os portugueses eram constantes, consequência das características do processo colonial português que afetaram esses povos diretamente, como o genocídio de diversas populações nativas, a deterioração gradual de sua cultura pela implementação da metropolitana, além da escravidão e a expulsão de suas terras. Esse choque causou diversas revoltas indígenas ao longo do século, como o levante que ocorreu no Recôncavo baiano em 1554 promovido por indígenas tupinambás que atacaram engenhos e fazendas com o objetivo de recuperar seu território.
Outro levante foi promovido pelos indígenas caetés na capitania de Pernambuco, logo após a fundação de Olinda em terras antes ocupadas pelos indígenas. O conflito durou cerca de 20 anos e em 1555, durante uma rebelião, os caetés mataram um punhado de portugueses – entre eles o ouvidor-geral e o primeiro bispo do Brasil - e posteriormente os devoraram em um ritual antropofágico. Já em 1560, os tupiniquins – anteriormente aliados aos portugueses – se revoltaram por conta de sua condição de aldeados e promoveram o massacre de colonos e a queimada de muitos engenhos na capitania de Ilhéus.
Um outro caso determinante para o êxito holandês na obtenção de aliados, foi o caso da Baía da Traição, localizada na Paraíba, onde viviam muitos potiguaras. Em 1624, os holandeses estavam resistindo com o intuito de manter sua dominação, que se mostraria efêmera, sobre a Bahia. Em 1625, uma expedição, comandada por Hendrickzoon, foi organizada e rumou à América para dar auxílio às tropas que se mantinham na luta contra a resistência portuguesa. No entanto, no mesmo ano, a primeira invasão ao Nordeste fracassou, por conta do envio de uma enorme esquadra espanhola que, comandada por Dom Fradique de Toledo Osório, defendeu a Bahia e fez com que a esquadra holandesa nem sequer entrasse em confronto por medo das consequências de tal empreitada. Depois disso, Hendrickzoon desvia sua esquadra para as Antilhas e acaba por ancorar na Paraíba para reabastecimento e descanso da tripulação, onde foi muito bem tratado pelos indígenas da área, permanecendo ali por cerca de 2 meses até saber que os portugueses estavam armando uma expedição para expulsar ele e seu amigo, Andries Veron. Então, os holandeses fugiram para evitar uma nova derrota levando alguns potiguaras que, com medo da represália portuguesa, pediram para ir com os invasores. No momento da chegada dos portugueses, houve um massacre dos indígenas por conta da boa acolhida que deram aos integrantes da esquadra holandesa.

#### O firmamento das alianças nativo-neerlandesas
Oprimidos e buscando reverter tal quadro, os indígenas viram nos holandeses a chance de se aliar àqueles com interesses em comum para, nesse caso, enfraquecer a hegemonia portuguesa no Nordeste brasileiro.
Em 1625, a fração potiguar aliada aos holandeses esteve tão empenhada que persuadiu uma frota visitante da Companhia Holandesa das Índias Ocidentais a levá-la às Províncias Unidas dos Países Baixos para estreitar pactos antilusitanos e aprender mais sobre os novos aliados. Dos pelo menos treze indígenas levados, dois dos mais proeminentes líderes receberam uma educação como mediadores nas Províncias Unidas. Enquanto muitos indígenas levados à Europa padeciam de doenças, Pedro Poti e Antônio Paraupaba emergiram como intermediários no Nordeste holandês, quando houve a invasão de 1630.

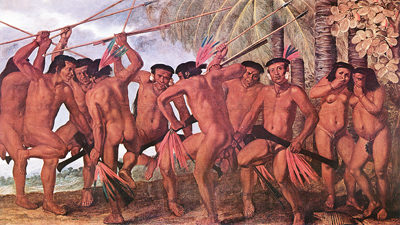
Dança dos Tarairiú. ECKHOUT, Albert. Óleo sobre tela, s.d., 168x294 cm. Museu Nacional da Dinamarca, Copenhague.

Uma dessas alianças se deu com a Nação Tarairiú (Otxukayana), como era chamado o conjunto dos grupos indígenas que não falava tupi e habitava no interior, e teve suma importância para a ocupação do Nordeste. A aliança de maior destaque foi a celebrada pelos indígenas da etnia Tarairiu, que se dividiam em dois grupos, um chefiado por Janduí e a outra por Carcará.
Outro importante acordo entre os Tarairiús e holandeses foi firmado em 1631, firmado por intermédio do potiguara Pedro Poti, primo de Camarão. Tais alianças eram realização sob condições de que os indígenas teriam sua liberdade garantida pelos holandeses, além de que a manutenção destas alianças se dava através de uma constante oferta de bens e alimentos por ambas as partes. É bem provável que o sucesso da invasão holandesa pós 1630 não tivesse sido possível sem a cooperação destes guerreiros indígenas que com sua força física e conhecimento da terra alcançaram grandes vitórias, e promoveram grande número de escaramuças contra os portugueses.

#### Jacob Rabbi
Jacob Rabbi foi um judeu alemão enviado aos Tarairiús, em 1642, com o objetivo de estreitar os laços entre os holandeses e os indígenas e acabou por se tornar um sustentáculo desta aliança, uma vez que os Tarairiús passaram a enxergar Rabbi como sua liderança. A figura de Jacob Rabbi passou a ser admirada por alguns dos líderes indígenas por conta de sua astúcia no comando e principalmente por seu ímpeto durante os embates o que causava temor. Os portugueses consideravam o judeu alemão tão sanguinário quanto os Otxukayanas.
O alemão, por sua vez, adotou o modo de viver dos indígenas e com isso rapidamente conseguiu a confiança dos tapuias que passaram a considerá-lo como parte integrante de seu grupo.

#### A crise da aliança entre holandeses e indígenas
A relação entre tapuias e holandeses entra em crise após o assassinato de Rabbi pelas mãos de Joris Garstman e seu cúmplice Jacques Boulan. Joris Garstman, antes de ter se envolvido no assassinato de Rabbi, foi comandante de Fortaleza, e em 1645, promovido a tenente-coronel. Após sua promoção, envolveu-se no massacre de Uruaçu e tornou-se inimigo de Rabbi, que foi morto em abril de 1646 na emboscada orquestrada por Garstman e por Jacques Boulan, um alferes que lhe ajudou enviando 2 soldados para a armadilha. Dada a afeição dos nativos pelo judeu alemão, esses exigiam fazer justiça pelas próprias mãos, enquanto os holandeses se contrapunham ao decidirem punir os responsáveis através do confisco de seus bens, realizar a demissão dos cargos que ocupavam no Brasil, além do seu envio para os Países Baixos como pessoas indignas.
A derrota definitiva do empreendimento flamengo no atual nordeste do Brasil foi configurada nesse episódio. A divisão entre os tapuias foi iminente. Um dos grupos, liderado por Janduí, permaneceu aliado aos holandeses enquanto o outro debandou para o lado português, provocando uma grande perda no contingente holandês, o que consequentemente fortaleceu a resistência portuguesa.

### Desfecho
Desde o começo da colonização portuguesa na América as populações nativas tomaram diversas posições em busca de sobrevivência, conservação de sua liberdade ou mesmo manutenção de seus costumes e modos de vida pré-cabralinos. Alguns indígenas de etnia tupi buscaram se aliar, enquanto os tapuias se rebelaram, o que comprova a extrema diversidade mesmo entre os nativos. É necessário frisar que mais que meras opiniões, estes posicionamentos demonstram estratégias de ganhar sobrevida frente a ameaça dos invasores onde, por vezes, determinadas situações permitiram a barganha, a garantia de liberdades e o enquadramento em categorias metropolitanas que lhes concedia alguns privilégios.
Assim, o processo das Invasões holandesas no Brasil (1624-1654) foi marcado por contradições pois, apesar das batalhas de resistência, houve um momento de redução das truculências. Esse período foi o de João Maurício de Nassau que enquanto esteve no Brasil, entre 1637-1644, foi o homem responsável por grandes feitos como ampliação da liberdade religiosa, que abarcou diversas matrizes e povos, obras de infraestrutura e o incentivo das primeiras produções artísticas sobre o Brasil. Ademais, foi durante a administração Nassalina que ocorreu uma aproximação maior com os líderes tupis e suas aldeias. Para isso, Maurício e a WIC distribuíram recompensas para os indígenas, e principalmente os seus capitães, com o objetivo de estreitar suas relações com os líderes de vilas locais, visando adquirir o seu apoio. Além disso, também foram enviados oficiais europeus para as aldeias, se aproximando dos indígenas e conseguindo mais importantes aliados.

## Influência religiosa
Durante toda a Idade Moderna, o caráter religioso foi um elemento extremamente importante na sociedade e na política em si, o que não era diferente com os povos americanos. Observa-se isso pois esses povos também estavam inseridos nessa lógica religiosa, dada a catequização realizada pelas missões jesuíticas. Assim, um dos motivos das alianças indígenas com os portugueses é também a religião, vide que os invasores holandeses eram tidos como hereges, uma vez que eram adeptos do protestantismo. A exemplo disso temos as cartas de Diogo Pinheiro Camarão, indígena católico apoiador dos portugueses, e Pedro Poti, potiguara convertido ao protestantismo e apoiador dos Holandeses, nas quais Diogo tenta convencer Poti a retornar ao catolicismo e ao comando dos portugueses utilizando da religião para isso.
Em resposta a essa presença forte da fé católica e devido a busca pela expansão de sua religião, os holandeses também tentaram disseminar o protestantismo durante a sua ocupação, mesmo aceitando outras religiões após a realização do Acordo da Paraíba entre holandeses e portugueses em 1625, que reconhecia o direito à liberdade religiosa. Para isso, os holandeses utilizaram como instituição a Companhia Holandesa das Índias Ocidentais e adotar os moldes Jesuíticos de catequização, sendo uma figura importante para essa adoção o padre Manoel de Moraes, padre que se converteu ao protestantismo após ser capturado pelos holandeses e que escreve um plano para a conversão e dominação dos indígenas. A despeito do processo de aceitação religiosa, temos a expulsão dos jesuítas da colônia, muito por sua resistência a aceitação da fé protestante, a qual poderia dificultar o pastorado protestante e levar a levantes, dada sua influência sobre os aldeamentos indígenas.